# انجمن سرامیک آمریکا
انجمن سرامیک آمریکا (به انگلیسی: American Ceramic Society) یک انجمن غیرانتفاعی تخصصی سرامیک است. این انجمن کار خود را از سال ۱۸۹۸ آغاز کرده‌است. ۹ نفر از اعضای انجمن ملی آجرسازان در ۱۸ فوریه ۱۸۹۸ در پیترزبورگ هستهٔ این انجمن را به وجود آوردند.

## فعالیتها
انجمن سرامیک آمریکا فعالیت‌های خود را جهت نیازهای اطلاعاتی و آموزشی در سطح حرفه‌ای به جامعه سرامیکی بین‌المللی ارائه می‌دهد. بیش از ۶۰۰۰ دانشمند، محقق، مهندس، کارمندان تکنولوژیی، دانش آموز، دانشجو و حرفه ای‌های بازار در بیشتر از ۶۰ کشور عضو این سازمان شده‌اند. ACerS (مخفف انجمن سرامیک آمریکا) برای مشترکین و اعضای خود دسترسی به مجلات دوره ای، کتاب‌ها، مجلات، نمایشگاه‌ها و اطلاعات تکنیکی آنلاین فراهم می‌آورد. علاوه بر این ژورنال‌های ACerS نیز از معروفترین انتشارات سرامیکی در جهان می‌باشند.
انجمن سرامیک آمریکا در زمینه آگاهی دادن و برپاکردن انجمنهای گفتگو به منظور تبادل اطلاعات اشخاص مشغول بکار در زمینه مواد سرامیکی خوب عمل نموده است که در راستای اهداف این انجمن که در زیر آمده می‌باشد.
همایش‌ها و انجمن‌ها از طریق امکانات، تبادل نظرها و بحث‌ها در زمینه سرامیک‌های مرتبط با موضوعات بروز  تکامل می‌یابند. سال ۲۰۱۸، صد و بیستمین سال فعالیت انجمن در جهت فراهم آوردن بهترین خدمات و اطلاعات مربوط به سرامیک برای اعضای ACerS می‌باشد.

## اهداف
از ابتدای ایجاد، هدف این انجمن پرورش دادن ابتکارهایی است که تکنولوژی سرامیک را حمایت می‌کنند. بنابر مقالات انجمن، همیشه سطح گسترده ای از فرهنگ سرامیکی و تکنیک‌ها را در جهان ارتقا داده است. از جمله اهداف این انجمن می‌توان به موارد زیر اشاره نمود:
۱) گسترش و رشد روزافزون در فرهنگ سرامیکی با یک رویکرد همکاری قوی در زمینه‌های اطلاعاتی، آموزشی، تکنیکی، تاریخی، هنری و سطوح فرهنگی.
۲) افزایش آگاهی در زمینه فرهنگ سرامیک آمریکا و جهان از طریق ارتباطات بین‌المللی.
۳) همایش‌های دوره ای سازمان یافته با هدف ارائه راهکارهای ممکن برای حل مشکلات تکلوژیکی، اقتصادی و سازمانی.
۴) انتشار مجموعه مقالات همایش‌ها، کتاب‌ها و گزارشهای علمی.

## نشریات
- مجله انجمن سرامیک آمریکا
- مجله بین‌المللی تکنولوژی کاربردی سرامیک